# مارتا فاريلا
مارتا فاريلا (بالإسبانية: Marta Varela)‏ هي مديرة مدرسة أرجنتينية، ولدت في 20 أبريل 1943 في روساريو في الأرجنتين.